# 1317
Portal Geschichte | Portal Biografien | Aktuelle Ereignisse | Jahreskalender | Tagesartikel

◄ |
13. Jahrhundert |
14. Jahrhundert
| 15. Jahrhundert | ►

◄ |
1280er |
1290er |
1300er |
1310er
| 1320er | 1330er | 1340er | ►

◄◄ |
◄ |
1313 |
1314 |
1315 |
1316 |
1317
| 1318 | 1319 | 1320 | 1321 | ► | ►►
Staatsoberhäupter  · Nekrolog
| Januar | Januar | Januar | Januar | Januar | Januar | Januar | Januar |
| Kw     | Mo     | Di     | Mi     | Do     | Fr     | Sa     | So     |
| ------ | ------ | ------ | ------ | ------ | ------ | ------ | ------ |
| 53     |        |        |        |        |        | 1      | 2      |
| 1      | 3      | 4      | 5      | 6      | 7      | 8      | 9      |
| 2      | 10     | 11     | 12     | 13     | 14     | 15     | 16     |
| 3      | 17     | 18     | 19     | 20     | 21     | 22     | 23     |
| 4      | 24     | 25     | 26     | 27     | 28     | 29     | 30     |
| 5      | 31     |        |        |        |        |        |        |

| Februar | Februar | Februar | Februar | Februar | Februar | Februar | Februar |
| Kw      | Mo      | Di      | Mi      | Do      | Fr      | Sa      | So      |
| ------- | ------- | ------- | ------- | ------- | ------- | ------- | ------- |
| 5       |         | 1       | 2       | 3       | 4       | 5       | 6       |
| 6       | 7       | 8       | 9       | 10      | 11      | 12      | 13      |
| 7       | 14      | 15      | 16      | 17      | 18      | 19      | 20      |
| 8       | 21      | 22      | 23      | 24      | 25      | 26      | 27      |
| 9       | 28      |         |         |         |         |         |         |

| März | März | März | März | März | März | März | März |
| Kw   | Mo   | Di   | Mi   | Do   | Fr   | Sa   | So   |
| ---- | ---- | ---- | ---- | ---- | ---- | ---- | ---- |
| 9    |      | 1    | 2    | 3    | 4    | 5    | 6    |
| 10   | 7    | 8    | 9    | 10   | 11   | 12   | 13   |
| 11   | 14   | 15   | 16   | 17   | 18   | 19   | 20   |
| 12   | 21   | 22   | 23   | 24   | 25   | 26   | 27   |
| 13   | 28   | 29   | 30   | 31   |      |      |      |

| April | April | April | April | April | April | April | April |
| Kw    | Mo    | Di    | Mi    | Do    | Fr    | Sa    | So    |
| ----- | ----- | ----- | ----- | ----- | ----- | ----- | ----- |
| 13    |       |       |       |       | 1     | 2     | 3     |
| 14    | 4     | 5     | 6     | 7     | 8     | 9     | 10    |
| 15    | 11    | 12    | 13    | 14    | 15    | 16    | 17    |
| 16    | 18    | 19    | 20    | 21    | 22    | 23    | 24    |
| 17    | 25    | 26    | 27    | 28    | 29    | 30    |       |

| Mai | Mai | Mai | Mai | Mai | Mai | Mai | Mai |
| Kw  | Mo  | Di  | Mi  | Do  | Fr  | Sa  | So  |
| --- | --- | --- | --- | --- | --- | --- | --- |
| 17  |     |     |     |     |     |     | 1   |
| 18  | 2   | 3   | 4   | 5   | 6   | 7   | 8   |
| 19  | 9   | 10  | 11  | 12  | 13  | 14  | 15  |
| 20  | 16  | 17  | 18  | 19  | 20  | 21  | 22  |
| 21  | 23  | 24  | 25  | 26  | 27  | 28  | 29  |
| 22  | 30  | 31  |     |     |     |     |     |

| Juni | Juni | Juni | Juni | Juni | Juni | Juni | Juni |
| Kw   | Mo   | Di   | Mi   | Do   | Fr   | Sa   | So   |
| ---- | ---- | ---- | ---- | ---- | ---- | ---- | ---- |
| 22   |      |      | 1    | 2    | 3    | 4    | 5    |
| 23   | 6    | 7    | 8    | 9    | 10   | 11   | 12   |
| 24   | 13   | 14   | 15   | 16   | 17   | 18   | 19   |
| 25   | 20   | 21   | 22   | 23   | 24   | 25   | 26   |
| 26   | 27   | 28   | 29   | 30   |      |      |      |

| Juli | Juli | Juli | Juli | Juli | Juli | Juli | Juli |
| Kw   | Mo   | Di   | Mi   | Do   | Fr   | Sa   | So   |
| ---- | ---- | ---- | ---- | ---- | ---- | ---- | ---- |
| 26   |      |      |      |      | 1    | 2    | 3    |
| 27   | 4    | 5    | 6    | 7    | 8    | 9    | 10   |
| 28   | 11   | 12   | 13   | 14   | 15   | 16   | 17   |
| 29   | 18   | 19   | 20   | 21   | 22   | 23   | 24   |
| 30   | 25   | 26   | 27   | 28   | 29   | 30   | 31   |

| August | August | August | August | August | August | August | August |
| Kw     | Mo     | Di     | Mi     | Do     | Fr     | Sa     | So     |
| ------ | ------ | ------ | ------ | ------ | ------ | ------ | ------ |
| 31     | 1      | 2      | 3      | 4      | 5      | 6      | 7      |
| 32     | 8      | 9      | 10     | 11     | 12     | 13     | 14     |
| 33     | 15     | 16     | 17     | 18     | 19     | 20     | 21     |
| 34     | 22     | 23     | 24     | 25     | 26     | 27     | 28     |
| 35     | 29     | 30     | 31     |        |        |        |        |

| September | September | September | September | September | September | September | September |
| Kw        | Mo        | Di        | Mi        | Do        | Fr        | Sa        | So        |
| --------- | --------- | --------- | --------- | --------- | --------- | --------- | --------- |
| 35        |           |           |           | 1         | 2         | 3         | 4         |
| 36        | 5         | 6         | 7         | 8         | 9         | 10        | 11        |
| 37        | 12        | 13        | 14        | 15        | 16        | 17        | 18        |
| 38        | 19        | 20        | 21        | 22        | 23        | 24        | 25        |
| 39        | 26        | 27        | 28        | 29        | 30        |           |           |

| Oktober | Oktober | Oktober | Oktober | Oktober | Oktober | Oktober | Oktober |
| Kw      | Mo      | Di      | Mi      | Do      | Fr      | Sa      | So      |
| ------- | ------- | ------- | ------- | ------- | ------- | ------- | ------- |
| 39      |         |         |         |         |         | 1       | 2       |
| 40      | 3       | 4       | 5       | 6       | 7       | 8       | 9       |
| 41      | 10      | 11      | 12      | 13      | 14      | 15      | 16      |
| 42      | 17      | 18      | 19      | 20      | 21      | 22      | 23      |
| 43      | 24      | 25      | 26      | 27      | 28      | 29      | 30      |
| 44      | 31      |         |         |         |         |         |         |

| November | November | November | November | November | November | November | November |
| Kw       | Mo       | Di       | Mi       | Do       | Fr       | Sa       | So       |
| -------- | -------- | -------- | -------- | -------- | -------- | -------- | -------- |
| 44       |          | 1        | 2        | 3        | 4        | 5        | 6        |
| 45       | 7        | 8        | 9        | 10       | 11       | 12       | 13       |
| 46       | 14       | 15       | 16       | 17       | 18       | 19       | 20       |
| 47       | 21       | 22       | 23       | 24       | 25       | 26       | 27       |
| 48       | 28       | 29       | 30       |          |          |          |          |

| Dezember | Dezember | Dezember | Dezember | Dezember | Dezember | Dezember | Dezember |
| Kw       | Mo       | Di       | Mi       | Do       | Fr       | Sa       | So       |
| -------- | -------- | -------- | -------- | -------- | -------- | -------- | -------- |
| 48       |          |          |          | 1        | 2        | 3        | 4        |
| 49       | 5        | 6        | 7        | 8        | 9        | 10       | 11       |
| 50       | 12       | 13       | 14       | 15       | 16       | 17       | 18       |
| 51       | 19       | 20       | 21       | 22       | 23       | 24       | 25       |
| 52       | 26       | 27       | 28       | 29       | 30       | 31       |          |

| Januar | Januar | Januar | Januar | Januar | Januar | Januar | Januar |
| Kw     | Mo     | Di     | Mi     | Do     | Fr     | Sa     | So     |
| ------ | ------ | ------ | ------ | ------ | ------ | ------ | ------ |
| 53     |        |        |        |        |        | 1      | 2      |
| 1      | 3      | 4      | 5      | 6      | 7      | 8      | 9      |
| 2      | 10     | 11     | 12     | 13     | 14     | 15     | 16     |
| 3      | 17     | 18     | 19     | 20     | 21     | 22     | 23     |
| 4      | 24     | 25     | 26     | 27     | 28     | 29     | 30     |
| 5      | 31     |        |        |        |        |        |        |

| Februar | Februar | Februar | Februar | Februar | Februar | Februar | Februar |
| Kw      | Mo      | Di      | Mi      | Do      | Fr      | Sa      | So      |
| ------- | ------- | ------- | ------- | ------- | ------- | ------- | ------- |
| 5       |         | 1       | 2       | 3       | 4       | 5       | 6       |
| 6       | 7       | 8       | 9       | 10      | 11      | 12      | 13      |
| 7       | 14      | 15      | 16      | 17      | 18      | 19      | 20      |
| 8       | 21      | 22      | 23      | 24      | 25      | 26      | 27      |
| 9       | 28      |         |         |         |         |         |         |

| März | März | März | März | März | März | März | März |
| Kw   | Mo   | Di   | Mi   | Do   | Fr   | Sa   | So   |
| ---- | ---- | ---- | ---- | ---- | ---- | ---- | ---- |
| 9    |      | 1    | 2    | 3    | 4    | 5    | 6    |
| 10   | 7    | 8    | 9    | 10   | 11   | 12   | 13   |
| 11   | 14   | 15   | 16   | 17   | 18   | 19   | 20   |
| 12   | 21   | 22   | 23   | 24   | 25   | 26   | 27   |
| 13   | 28   | 29   | 30   | 31   |      |      |      |

| April | April | April | April | April | April | April | April |
| Kw    | Mo    | Di    | Mi    | Do    | Fr    | Sa    | So    |
| ----- | ----- | ----- | ----- | ----- | ----- | ----- | ----- |
| 13    |       |       |       |       | 1     | 2     | 3     |
| 14    | 4     | 5     | 6     | 7     | 8     | 9     | 10    |
| 15    | 11    | 12    | 13    | 14    | 15    | 16    | 17    |
| 16    | 18    | 19    | 20    | 21    | 22    | 23    | 24    |
| 17    | 25    | 26    | 27    | 28    | 29    | 30    |       |

| Mai | Mai | Mai | Mai | Mai | Mai | Mai | Mai |
| Kw  | Mo  | Di  | Mi  | Do  | Fr  | Sa  | So  |
| --- | --- | --- | --- | --- | --- | --- | --- |
| 17  |     |     |     |     |     |     | 1   |
| 18  | 2   | 3   | 4   | 5   | 6   | 7   | 8   |
| 19  | 9   | 10  | 11  | 12  | 13  | 14  | 15  |
| 20  | 16  | 17  | 18  | 19  | 20  | 21  | 22  |
| 21  | 23  | 24  | 25  | 26  | 27  | 28  | 29  |
| 22  | 30  | 31  |     |     |     |     |     |

| Juni | Juni | Juni | Juni | Juni | Juni | Juni | Juni |
| Kw   | Mo   | Di   | Mi   | Do   | Fr   | Sa   | So   |
| ---- | ---- | ---- | ---- | ---- | ---- | ---- | ---- |
| 22   |      |      | 1    | 2    | 3    | 4    | 5    |
| 23   | 6    | 7    | 8    | 9    | 10   | 11   | 12   |
| 24   | 13   | 14   | 15   | 16   | 17   | 18   | 19   |
| 25   | 20   | 21   | 22   | 23   | 24   | 25   | 26   |
| 26   | 27   | 28   | 29   | 30   |      |      |      |

| Juli | Juli | Juli | Juli | Juli | Juli | Juli | Juli |
| Kw   | Mo   | Di   | Mi   | Do   | Fr   | Sa   | So   |
| ---- | ---- | ---- | ---- | ---- | ---- | ---- | ---- |
| 26   |      |      |      |      | 1    | 2    | 3    |
| 27   | 4    | 5    | 6    | 7    | 8    | 9    | 10   |
| 28   | 11   | 12   | 13   | 14   | 15   | 16   | 17   |
| 29   | 18   | 19   | 20   | 21   | 22   | 23   | 24   |
| 30   | 25   | 26   | 27   | 28   | 29   | 30   | 31   |

| August | August | August | August | August | August | August | August |
| Kw     | Mo     | Di     | Mi     | Do     | Fr     | Sa     | So     |
| ------ | ------ | ------ | ------ | ------ | ------ | ------ | ------ |
| 31     | 1      | 2      | 3      | 4      | 5      | 6      | 7      |
| 32     | 8      | 9      | 10     | 11     | 12     | 13     | 14     |
| 33     | 15     | 16     | 17     | 18     | 19     | 20     | 21     |
| 34     | 22     | 23     | 24     | 25     | 26     | 27     | 28     |
| 35     | 29     | 30     | 31     |        |        |        |        |

| September | September | September | September | September | September | September | September |
| Kw        | Mo        | Di        | Mi        | Do        | Fr        | Sa        | So        |
| --------- | --------- | --------- | --------- | --------- | --------- | --------- | --------- |
| 35        |           |           |           | 1         | 2         | 3         | 4         |
| 36        | 5         | 6         | 7         | 8         | 9         | 10        | 11        |
| 37        | 12        | 13        | 14        | 15        | 16        | 17        | 18        |
| 38        | 19        | 20        | 21        | 22        | 23        | 24        | 25        |
| 39        | 26        | 27        | 28        | 29        | 30        |           |           |

| Oktober | Oktober | Oktober | Oktober | Oktober | Oktober | Oktober | Oktober |
| Kw      | Mo      | Di      | Mi      | Do      | Fr      | Sa      | So      |
| ------- | ------- | ------- | ------- | ------- | ------- | ------- | ------- |
| 39      |         |         |         |         |         | 1       | 2       |
| 40      | 3       | 4       | 5       | 6       | 7       | 8       | 9       |
| 41      | 10      | 11      | 12      | 13      | 14      | 15      | 16      |
| 42      | 17      | 18      | 19      | 20      | 21      | 22      | 23      |
| 43      | 24      | 25      | 26      | 27      | 28      | 29      | 30      |
| 44      | 31      |         |         |         |         |         |         |

| November | November | November | November | November | November | November | November |
| Kw       | Mo       | Di       | Mi       | Do       | Fr       | Sa       | So       |
| -------- | -------- | -------- | -------- | -------- | -------- | -------- | -------- |
| 44       |          | 1        | 2        | 3        | 4        | 5        | 6        |
| 45       | 7        | 8        | 9        | 10       | 11       | 12       | 13       |
| 46       | 14       | 15       | 16       | 17       | 18       | 19       | 20       |
| 47       | 21       | 22       | 23       | 24       | 25       | 26       | 27       |
| 48       | 28       | 29       | 30       |          |          |          |          |

| Dezember | Dezember | Dezember | Dezember | Dezember | Dezember | Dezember | Dezember |
| Kw       | Mo       | Di       | Mi       | Do       | Fr       | Sa       | So       |
| -------- | -------- | -------- | -------- | -------- | -------- | -------- | -------- |
| 48       |          |          |          | 1        | 2        | 3        | 4        |
| 49       | 5        | 6        | 7        | 8        | 9        | 10       | 11       |
| 50       | 12       | 13       | 14       | 15       | 16       | 17       | 18       |
| 51       | 19       | 20       | 21       | 22       | 23       | 24       | 25       |
| 52       | 26       | 27       | 28       | 29       | 30       | 31       |          |

## Ereignisse

### Politik und Weltgeschehen

#### Frankreich

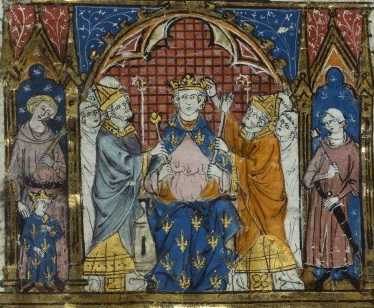
König Philipp V. von Frankreich wird gekrönt

- 9. Januar: Philipp V. wird als Nachfolger seines im Vorjahr verstorbenen Neffen Johann I. in der Kathedrale von Reims zum französischen König gekrönt und gesalbt. Er regiert in Personalunion als Philipp II. auch das Königreich Navarra. Der einflussreiche Herzog Odo IV. von Burgund unterstützt jedoch seine Nichte Johanna II., die als Tochter des französischen Königs Ludwig X. ebenfalls Anspruch auf den Thron erhebt. Philipp beruft aus diesem Grund für den Februar die Generalstände ein, eine Versammlung von Adligen, Prälaten und Vertretern der Stadt und Universität Paris, welche die Lex Salica, wonach Frauen von der Erbfolge auf den französischen Thron ausgeschlossen werden, als alleingültiges Nachfolgegesetz anerkennt.

#### Heiliges Römisches Reich
- 25. November: Im Frieden von Templin nach der Niederlage im Norddeutschen Markgrafenkrieg muss die Markgrafschaft Brandenburg unter Markgraf Waldemar die Herrschaft Stargard an Fürst Heinrich II. von Mecklenburg abgeben und verliert ihre Ostseestellung an Dänemark.
- Der Hochadel Böhmens droht Johann von Böhmen nicht nur mit ständigem Krieg, sondern mit der Wahl eines Habsburgers zum König. Johann ernennt daraufhin den Mainzer Erzbischof Peter von Aspelt zum Generalkapitän von Böhmen.

#### Skandinavien
- Weihnachten: In der Nacht nach dem Gastmahl von Nyköping, zu dem König Birger von Schweden seine Brüder Erik Magnusson und Waldemar Magnusson eingeladen hat, lässt er diese verhaften und in den Kerker bringen, wo diese im folgenden Jahr ums Leben kommen.

#### Östlicher Mittelmeerraum
- 9. November: Nach dem Tod von Manfred bei einem Jagdunfall wird sein jüngerer Bruder Wilhelm II. Herzog von Athen.  Aufgrund seiner Unmündigkeit regiert dort sein älterer Halbbruder Alfonso Fadrique als Vikar. Ebenso wie sein Bruder betritt Wilhelm sein Herzogtum sein Leben lang nicht.
- Nach dem Tod seines Vaters Giovanni I. Orsini wird Nikola Orsini Pfalzgraf von Kephalonia. Anders als seine Vorgänger will er seine verwandtschaftlichen Verbindungen zu den Angeloi in Epirus und dem dort regierenden Thomas Angelos ausnutzen, um dort selbst als Despot die Herrschaft zu übernehmen.

#### Urkundliche Ersterwähnungen
- Baldingen, Granges-Paccot, Heinrichswil und Selters werden erstmals urkundlich erwähnt.

### Wissenschaft und Technik
- King’s Hall wird als zweites College der University of Cambridge gegründet. Es wird von König Edward II. auf Rat von Erzbischof und Lordkanzler John Hotham eingerichtet, um Kanzleischreiber für Edwards Regierung auszubilden.
- Der chinesische Geschichtsschreiber und Enzyklopädist Ma Duanlin veröffentlicht die 348 Bände umfassende chinesische Enzyklopädie Wenxian tongkao.

### Religion und Kultur
- Heinrich II. Bochholt wird Bischof von Lübeck. Die Wahl erfolgt ohne die Zustimmung des im Vorjahr vertriebenen Bremer Erzbischofs Jens Grand, doch wird damit der jahrelange Streit von Heinrichs am 13. März verstorbenen Vorgänger Burkhard von Serkem mit dem Rat der Stadt Lübeck beigelegt. Kardinal Berengar, Bischof von Tusculum, hebt im Auftrag von Papst Johannes XXII. das unter Serkem verhängte Interdikt gegen den Rat auf. Die Grenzstreitigkeiten im Gebiet des heutigen Bad Schwartau bei Alt-Lübeck werden zwischen Domkapitel und Rat einvernehmlich beigelegt.
- 1. Oktober: Dietrich Wolfhauer wird durch den Salzburger Erzbischof Friedrich III. von Leibnitz zum Bischof von Lavant ernannt. Er folgt dem am 6. Februar verstorbenen Werner in diesem Amt.

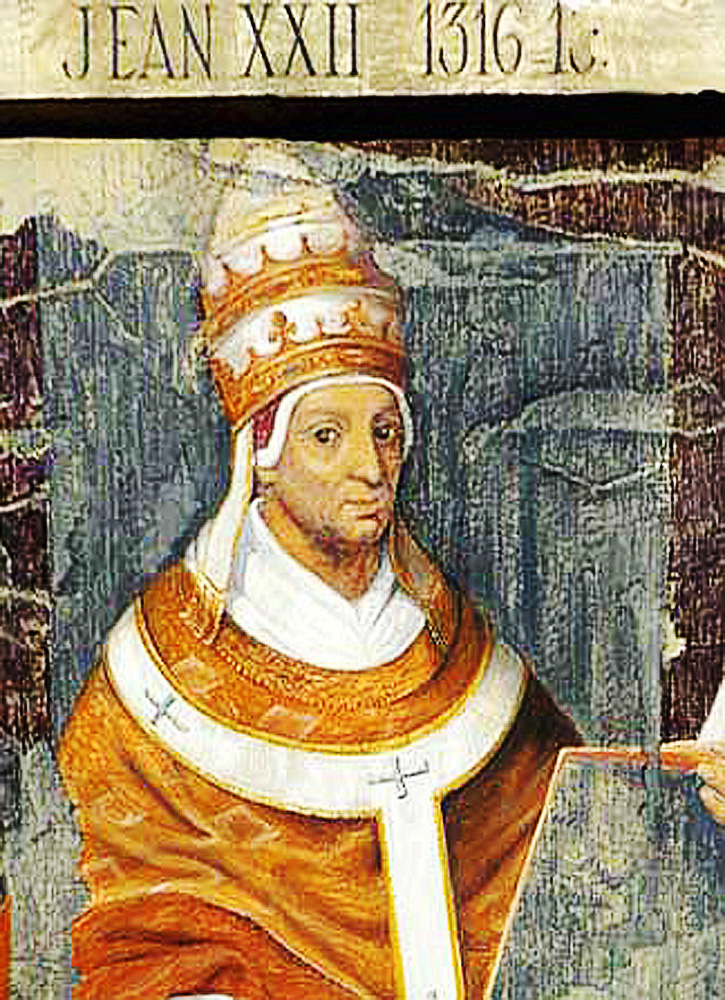
Papst Johannes XXII.

- In der Päpstlichen Bulle Quorundam exigit vom 7. Oktober beklagt Papst Johannes XXII. den von einigen Franziskanern „übertriebenen Eifer an Spiritualität und Askese“ sowie das anwachsende radikale Armutsideal und ruft die Ordensbrüder zum Gehorsam auf. Mit dieser Bulle wird für den Franziskanerorden das allgemeine Ende der Spiritualität eingeleitet.
- 25. Oktober: Nach einer Revision durch Johannes XXII. werden die von seinem Vorgänger Clemens V. zusammengestellten Clementinae constitutiones, eine Sammlung päpstlicher Dekrete des Konzils von Vienne, veröffentlicht. Sie bilden das letzte Hauptstück des Corpus Iuris Canonici.
- In Mühlhausen, zu diesem Zeitpunkt nach Erfurt die zweitgrößte Stadt der Landgrafschaft Thüringen, beginnt der Bau der gotischen Marienkirche, die dem Erfurter Dom ebenbürtig werden soll.

### Katastrophen
- Wetter: Trotz leichter Verbesserungen hält die Hungersnot (seit 1315) nach einem langen kalten Winter mit viel Schnee weiter an.

## Geboren

### Geburtsdatum gesichert
- 21. März: Isabel de Verdon, englische Adelige († 1349)

### Genaues Geburtsdatum unbekannt
- Eufemia Eriksdotter, Herzogin von Mecklenburg († 1370)
- Johann II., Herzog von Athen († 1348)

### Geboren um 1317
- 1316 oder 1317: Blanca Margarete von Valois, Ehefrau des böhmischen Königs Karl I. († 1348)
- William Zouche, englischer Adeliger († 1382)

## Gestorben

### Erstes Halbjahr
- 6. Februar: Brynolf Algotsson, Bischof von Skara (* um 1240)
- 6. Februar: Werner, Bischof von Lavant
- 7. Februar: Robert de Clermont, Stammvater der königlichen Linie des Hauses Bourbon (* 1256)
- 13. März: Burkhard von Serkem, Bischof von Lübeck (* um 1236)
- 28. März: Walter Maidstone, Bischof von Worcester
- 6. April: Guido III., Graf von St. Pol
- 20. April: Agnes von Montepulciano, mystische und visionäre Dominikanerinnen-Oberin (* 1268 oder 1274)
- April: Johann V., Markgraf von Brandenburg (* 1302)
- 29. Mai: Guido von Avesnes, Bischof von Utrecht
- 13. Juni: Jacques de Via, Kardinal der Römischen Kirche
- 25. Juni: Heinrich von Harclay, englischer Scholastiker und Hochschullehrer

### Zweites Halbjahr
- 14. August: Bernard de Castanet, Kardinal der Römischen Kirche (* um 1240)
- 23. August: Friedrich von Mitterkirchen, Bischof von Seckau (* um 1270)
- 21. September: Viola Elisabeth von Teschen, Ehefrau des letzten Königs aus dem Geschlecht der Premysliden (* 1290)
- 8. Oktober: Fushimi, Tennō von Japan (* 1265)
- 9. November: Manfred, Herzog von Athen (* um 1307)
- 26. November: Rixa von Werle, Herzogin zu Braunschweig-Lüneburg und Fürstin von Braunschweig-Wolfenbüttel-Göttingen (* um 1270)
- 15. Dezember: Maria von Beuthen, Königin von Ungarn (* um 1283)

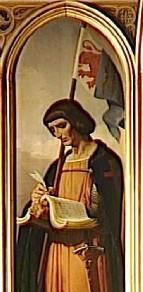
Jean de Joinville

- 24. Dezember: Jean de Joinville, französischer Begleiter und Chronist von Ludwig IX. (* 1225)
- Ende 1317: Heinrich von Wacholz, Bischof von Cammin

### Genaues Todesdatum unbekannt
- Barschanbu, nubischer König des Reiches von Makuria
- Giovanni I. Orsini, Herr von Leukas und Pfalzgraf von Kefalonia
- Heinrich Kunter, Tiroler Kaufmann
- Nitchō, japanischer buddhistischer Mönch (* 1252)
- Rohese de Clare, englische Adelige (* 1252)
- Tore Håkonsson, norwegischer Baron, Kanzler und Sýslumaður
- Robert de Willoughby, englischer Adeliger (* um 1255)
- Yolande von Montferrat, Kaiserin des byzantinischen Reichs (* 1273/1274)

### Gestorben um 1317
- 1311 oder 1317: Mangrai, Gründer und König von Lan Na (* 1238/1239)